# Lodovico Biagi (letterato)
Lodovico Biagi (Firenze, 26 giugno 1845 – Firenze, 22 dicembre 1900) è stato un letterato e linguista italiano.

## Biografia
Lodovico Biagi nacque a Firenze (26/6/1845) dal Cav. Alessandro Biagi musicista e professore di pianoforte e da Luisa Salvini. Il fratello maggiore, Leopoldino morì giovane, a 16 anni, di tisi.
Frequentò inizialmente l’Istituto degli Scolopi per gli studi classici, lo stesso istituto frequentato anni prima dallo zio Lodovico, medico chirurgo oculistico. Coltivò successivamente la sua passione artistica iscrivendosi al corso di pittura dell’Accademia di Belle Arti, altro luogo di elezione della famiglia Biagi (vi studiarono musica il padre Alessandro e gli zii Antonio ed Alamanno, direttore d’orchestra, nonché i suoi cugini, entrambe Luigi, nonno e nipote, il primo pittore ed il secondo storico dell’arte e futuro direttore della stessa Accademia).
La sua passione principale era però un’altra, le lingue. Lodovico al termine degli studi universitari ottenne infatti la cattedra di insegnante di lingua inglese e italiana presso l’Istituto Musicale fiorentino, incarico che mantenne per ben 16 anni. Altri Istituti fiorentini, sia pubblici che privati, come la Scuola Superiore di Magistero, il Regio Istituto Tecnico, il Circolo Filologico, gli Istituti delle Querce, lo reclamarono e ne ottennero i servigi quale insegnante.
Biagi fu un personaggio decisamente eclettico e poliedrico, filologo, linguista, giornalista, pittore, poeta e dantista. Associò in un ragionato ed armonico equilibrio queste sue competenze seguendo diversi filoni d’attività e dando evidenza della cultura enciclopedica che si era andato via via formando.
Nel 1869 ebbe un ruolo di rilievo nella transizione operativa della casa editrice Cellini dal proprietario/direttore Mariano Cellini alla Società dei Nuovi Filodidaci. Biagi, già socio ordinario di quest’ultima, venne nominato Commissario Supplente della costituenda attività editoriale basata in particolare su due riviste, Letture di Famiglia diretta da Alfonso Baldi e La Gioventù, rivista della pubblica istruzione diretta da Augusto Alfani. In entrambe Biagi trovò fra l'altro spazio per molti suoi lavori, saggi, traduzioni, recensioni etc. Interessante la molteplicità degli argomenti che trattò; per citarne giusto qualcuno, la traduzione di un’opera di Chambers, L’abate de l’Epèe, un’altra traduzione, forse una delle più significative, di un poema di Alfred Tennyson La cena d’oro, una rivisitazione critica dell’opera di Lucano, poeta romano del I secolo, fino ad un breve saggio sulle opere teatrali di Luca Vivarelli (Giovanni il Bentivogli) e di Domenico Mauro (l'Errico).
La collaborazione in particolare con La Gioventù durò a lungo e si consolidò a tal punto da creare un vero e proprio rapporto di reciproca fiducia e stima con il direttore Alfani tanto che lo stesso Alfani chiese più volte consulto al Biagi per rivedere editorialmente persino le proprie pubblicazioni.
L’attività di giornalista lo vedrà impegnato costantemente tanto che una decina d’anni dopo Biagi comincerà a pubblicare articoli di critica letteraria anche per un terzo mensile, Cultura – Rivista di arte, letteratura, diretto da Ruggero Bonghi ed articoli di storia e critica dell’arte, con lo pseudonimo di Iris, per il quotidiano fiorentino La Nazione con il quale avviò un'assidua e feconda collaborazione.
La sua fama di profondo conoscitore della lingua e della cultura inglese, oltreché della letteratura italiana, ne favorì l’ingaggio come insegnante privato da parte di diverse personalità straniere durante i loro soggiorni fiorentini. Fra questi William MacGregor governatore della Nuova Guinea, il principe Alexandru Bibescu di Romania, alpinista e poeta in esilio a Parigi, ed il principe Leopoldo, duca d’Albany, ottavo figlio della Regina Vittoria d’Inghilterra.

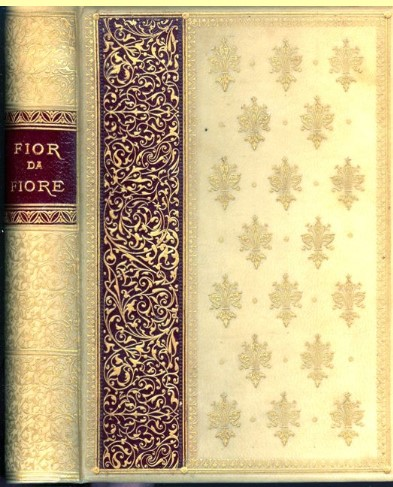
Fior da fiore, Ed Barbera 1892

Queste stesse caratteristiche insieme con un altro dei suoi interessi, quello per Dante Alighieri, lo vedranno all'opera come divulgatore appassionato del sommo poeta. Fu chiamato a tenere molteplici lezioni su Dante, in particolare per stranieri di cultura anglosassone, sia al Circolo Filologico fiorentino che alla Società Dantesca Italiana fondata da un altro Biagi, suo cugino Guido, bibliotecario, filologo, letterato ed anche lui dantista di fama.
L’interesse per un avvicinamento interculturale lo portò ad occuparsi di numerose traduzioni dall'inglese di alcuni importanti autori anglosassoni (Tennyson, Shelley, Austen, Longfellow, Laing).
Scrisse lui stesso libri sia di prosa che di poesia. Nel 1878 pubblicò il suo primo libro dal titolo I tre racconti (interessante la recensione sulla Gazzetta Letteraria che ne fece G.Gaufridy)
Forse il suo lavoro più importante è la raccolta selezionata e commentata delle opere di Dante Alighieri, Fior da fiore, pubblicata da G.Barbera nel 1892.
Fu molto attivo nella vita sociale e culturale fiorentina. Socio ordinario della Società dei Nuovi Filodidaci fin dal 1869, divenne membro (n.1355) della Società Colombaria di Firenze nel 1884, del Circolo Filologico fiorentino (dove fu anche insegnante) e fu un richiesto conferenziere per diverse iniziative culturali della sua città.
Non riuscì a vedere l’alba del XX secolo, morirà infatti a Firenze il 22 dicembre 1900, lasciando incompiute le sue due ultime opere, una grammatica della lingua inglese ed una tela rappresentante la Porta dell’Inferno dantesco, ultimo di una serie di suoi dipinti aventi la Commedia come argomento ispiratore.

## Traduzioni
- L’abate de L’Epèe di Chambers, M.Cellini & C, Firenze, 1869
- La cena d’oro di A.Tennyson, M.Cellini &C, Firenze, 1871
- La casa solitaria di M.S.Laing , Tip Gazzetta d’Italia, Firenze,1879
- Traduzioni poetiche dall'Inglese (Tennyson, Longfellow, Shelley, Austin), Edizioni R. Bemporad e Figlio, Firenze, 1898.

## Opere
- I tre racconti, Tip. Gazzetta d’Italia, Firenze, 1878
- Il canto del progresso, CLIO, Firenze, 1878
- In morte di Giulietta Farsi, Tip Gazzetta d’Italia, Firenze, 1878
- Per il Natale di Roma – Poesie 1882
- Ore calde, Adolfo Ciardelli Editore, Firenze, 1891
- Fior da fiore dalle opere di Dante, Ed G.Barbera, Firenze, 1892

## Conferenze/Saggi/Recensioni
- La inaugurazione del monumento a Giuseppe Giusti Fascicolo 3, Settembre 1879 pag 429
- I lavori di ingrandimento di Firenze capitale 1884
- Firenze decrepita, Edizione La Rassegna Nazionale 16 Aprile 1886 Fascicolo 4 pag 643
- Una Sfinge Edizione La Rassegna Nazionale Fascicolo 4, 16 giugno 1887 pag 691
- Dello Shelley e della sua tragedia Ellade Edizione La Rassegna Nazionale Fascicolo 3, 1 agosto 1893 pag 385
- Giovan Battista Fagiuoli in Polonia, conferenza letta al circolo filologico di Firenze la sera del 3 febbraio 1896 Firenze, Estratto dalla Rassegna nazionale, a.18. fasc. del 16 agosto 1896
- Giovanni Ruffini del Prof Arturo Linnaker - Recensione di Lodovico Biagi sulla Rivista Cultura diretta da R.Bonghi , Tip Carlo Voghera, Roma, 1882